# Josef Vrzáček
Josef Vrzáček (29. srpna 1894 Hoješín – 9. června 1947 Praha) byl československý legionář, důstojník a příslušník Československé armády v zahraničí v období druhé světové války.

## Život

### Před první světovou válkou
Josef Vrzáček se narodil 29. srpna 1894 v Hoješíně na Chrudimsku. V roce 1914 odmaturoval na českém gymnáziu v Chrudimi a stihl ještě vystudovat dva semestry medicíny.

### První světová válka
V roce 1914 byl Josef Vrzáček odveden do zeměbraneckého pluku 14 c. a k. armády a jako jeho příslušník absolvoval školu pro důstojníky v záloze v Jablonci nad Nisou. V dubnu 1915 byl odvelen na ruskou frontu, kde byl 27. července téhož roku raněn. Do bojů se vrátil v lednu 1916, dne 5. června téhož roku padl do zajetí, v říjnu se pak přihlásil do Československých legií, kam byl přijat k 1. červenci 1917. Absolvoval důstojnický kurz a 1. září téhož roku byl ustanoven lékařem záložního praporu v Žitomiru. Následně sloužil jako mladší ordinátor zdravotnického vlaku 3 a lékař 2. praporu 5. střeleckého pluku. Absolvoval Sibiřskou anabázi a do Československa se vrátil 13. června 1920 v hodnosti podporučíka.

### Mezi světovými válkami
Po návratu do vlasti zůstal Josef Vrzáček v armádní službě. Působil u různých jednotek jezdectva, absolvoval řadu zdokonalovacích kurzů, v roce 1928 byl na stáži u polské armády.  Od 15. října 1935 byl ustanoven zatímním náčelníkem štábu VI. sboru v Košicích, od 1. ledna 1936 pak řádným. Před všeobecnou mobilizací na podzim 1938 krátce působil jako velitel dragounského pluku 1, během ní pak jako náčelník štábu VII. sboru ve Vráblích.

### Druhá světová válka
Po německé okupaci byl Josef Vrzáček v dubnu 1939  přidělen k ministerstvu školství jako styčný důstojník pro umísťování vojenských gážistů. Dne 23. prosince téhož roku ilegálně opustil Protektorát Čechy a Morava a přes Slovensko, Maďarsko, Jugoslávii, Řecko, Turecko a Libanon odešel do Francie, kde byl 3. února 1940 prezentován v Agde u zde vznikající československé zahraniční jednotky. K 5. únoru byl ustanoven velitelem smíšeného předzvědného oddílu. Po pádu Francie se evakuoval do Spojeného království, kde byl 27. září 1940 zařazen k brigádní štábní rotě exilového Ministerstva národní obrany a ustanoven styčným důstojníkem u nizozemské exilové armády. Následovaly funkce přednosty studijní skupiny Ministerstva národní obrany a předsedy kárného výboru Ministerstva národní obrany. Dne 1. října 1944 byl převelen k velitelství osvobozeného území a jmenován vojenským velitelem na Podkarpatské Rusi. Dosáhl hodnosti plukovníka.

### Po druhé světové válce
Po skončení války působil Josef Vrzáček na velitelských funkcích u několika divizí. Zemřel 9. června 1947 v Praze.

## Vyznamenání
- Řád sokola s meči
- Československý válečný kříž 1914–1918
- Československá revoluční medaile
- Československá medaile Vítězství
- Pamětní medaile československé armády v zahraničí
- Československá medaile za zásluhy I. stupně
- Československý válečný kříž 1939